# NGC 3399
NGC 3399 is een lensvormig sterrenstelsel in het sterrenbeeld Leeuw. Het hemelobject werd op 1 april 1864 ontdekt door de Duitse astronoom Albert Marth.

## Synoniemen
- MCG 3-28-12
- ZWG 95.31
- PGC 32395